# Cryptonatica purpurfunda
Cryptonatica purpurfunda is een slakkensoort uit de familie van de Naticidae. De wetenschappelijke naam van de soort is voor het eerst geldig gepubliceerd in 2010 door Zhang & Wei.